# Vidal Sassoon
Vidal Sassoon (Londres, 17 de gener de 1928 - Los Angeles, 9 de maig de 2012) fou un perruquer i empresari anglès. És recordat per haver creat una tallada de cabells simple i geomètrica, inspirada en el moviment Bauhaus. El seu estil va esdevenir emblemàtic per una generació d'estilistes i gaudí de gran popularitat, especialment durant els anys vuitanta en què protagonitzà diversos productes. En un documental de la seva vida, estrenat l'any 2010, se'l descriu com "una estrella del rock, un artista i un artesà que va canviar el món amb unes tisores". Morí el 9 de maig de 2012 a Los Angeles (Estats Units) a causa d'una leucèmia.